# Бём, Хорст
Хорст Бём (нем. Horst Böhm; 11 мая 1937, Цвиккау, Саксония — 21 февраля 1990, Дрезден) — генерал МГБ ГДР, в 1981—1989 — начальник Дрезденского окружного управления госбезопасности. Член окружного комитета СЕПГ. Участвовал в политических репрессиях. Поддерживал служебную связь с Владимиром Путиным. Покончил с собой после революции в ГДР.

## Происхождение и служба в Штази
Родился в рабочей семье. Отец Хорста Бёма был пекарем, мать — перчаточницей. После окончания Второй мировой войны город Цвиккау оказался в советской зоне оккупации, с 1949 года — в ГДР. В 1954 году семнадцатилетний Хорст Бём вступил в правящую компартию СЕПГ, на следующий год поступил на службу в Министерство госбезопасности (Штази).
Прослушал двухгодичные курсы в потсдамской Высшей школе МГБ, заочно получил обществоведческое образование в Лейпцигском университете Карла Маркса. С 1961 года на протяжении двадцати лет занимал различные должности в городских управлениях госбезопасности округа Карл-Маркс-Штадт. Отличался оперативными способностями, служебной и партийной дисциплиной, марксистско-ленинской идеологизированностью.

## Генерал в Дрездене
В 1981 году Хорст Бём был назначен начальником Дрезденского окружного управления МГБ. По должности вошёл в состав окружного комитета СЕПГ, первым секретарём которого являлся Ханс Модров. Округ Дрезден обладал серьёзным экономическим, политическим и военно-стратегическим значением в ГДР. Руководство дрезденским управлением вводило Бёма в высокий круг функционеров Штази. В 1982 году сорокапятилетнему Бёму было присвоено звание генерал-майора МГБ (обычно такой возраст считался слишком молодым для генеральского чина).

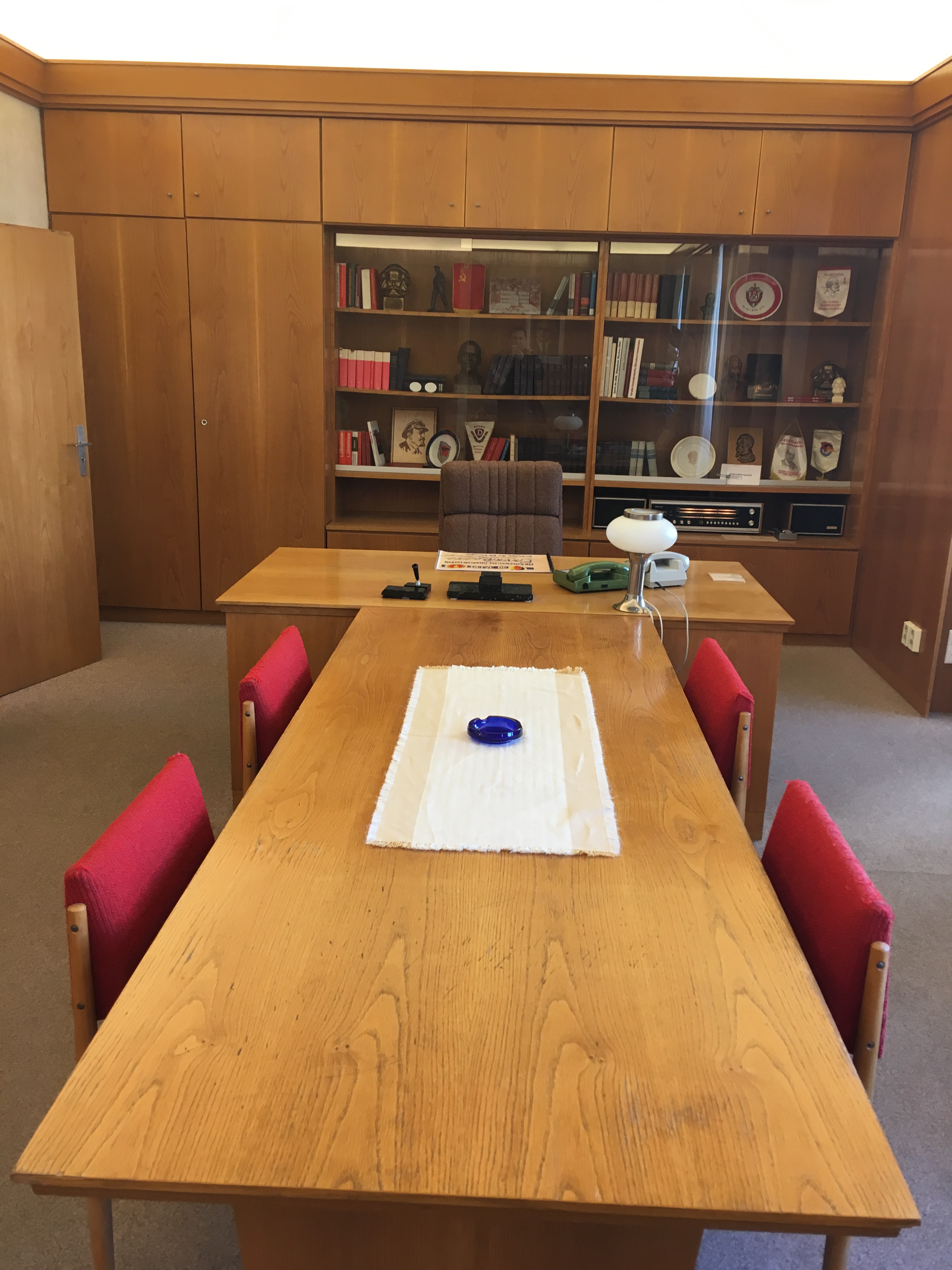
Кабинет Бёма

Генерал Бём был известен неукоснительным исполнением партийных директив и особой жёсткостью политических преследований. Впоследствии говорилось, что в Дрездене 1980-х карательный контроль был наиболее плотным, репрессивное давление — наиболее сильным за все годы существования ГДР. Наибольшим было и количество арестов. В самом управлении Бём насаждал авторитарное чинопочитание и начальственный произвол. В 1988 году Бём даже получил выговор в центральном аппарате МГБ за грубость с подчинёнными. Запомнился как «солдат партии в типичной генеральской позе с седыми, как лёд, волосами». Кабинет Бёма являл собой уменьшенную копию кабинета Эриха Мильке в берлинской штаб-квартире Штази.
В период дрезденской службы Хорста Бёма там же находился майор КГБ СССР Владимир Путин. Бём и Путин поддерживали постоянный контакт, совместно решали служебные вопросы (вплоть до бытового обеспечения осведомителей). 7 октября 1987 генерал-майор Бём подписал поздравительную открытку по случаю 35-летия майора Путина, 21 ноября присутствовал при вручении Путину памятной медали.
Хорст Бём был увлечённым футбольным болельщиком, активно поддерживал дрезденский ФК «Динамо». В этом плане он позволял себе противостоять самому Мильке, который покровительствовал берлинскому ФК «Динамо». Держал вымпел «Динамо» в своём кабинете, наряду с бюстом Ленина и символикой Штази.
Отдельным направлением являлось заведование домом отдыха «Лугштайн» в Альтенберге. Объект находился на балансе окружного управления МГБ и отличался избыточными удобствами — комфортные номера, ресторанное помещение, рекреационный зал, бассейн, сауна и т. д. Для дрезденцев «Лугштайн», являлся символом номенклатурного роскошества (подобно Вандлицу в Бернау). За генералом Бёмом постоянно резервировалась комната N 319.

## Падение в революцию
В октябре 1989 года Дрезден, как и всю ГДР, охватила мирная революция. Протестное движение в Дрездене возглавила Группа 20, созданная священниками и светскими оппозиционерами. Развернулось движение понедельничных демонстраций. Было создано региональное отделение Нового форума.
Генерал Бём с тревогой информировал Мильке и Модрова о массовых демонстрациях, уходах в ФРГ, столкновениях с полицией. Предполагалось, что попытки жёсткого подавления протестов исходили именно от Бёма. Впоследствии, однако, выяснилось, что Бём не проявлял инициативы. Как обычно, он лишь выполнял указания партаппарата. Жёсткость партийной линии определял в Дрездене не Бём, а Модров — вскоре кардинально изменивший позицию.
После отстранения от власти Эриха Хонеккера руководители СЕПГ, в том числе дрезденского окружкома, вступили в диалог с протестующими. Ханс Модров стал позиционироваться как сторонник демократических преобразований. Активисты «Нового форума» пришли в «Лугштайн» и добились открытия объекта (помимо прочего, в тайнике Бёма была обнаружена книга Михаила Горбачёва «Перестройка и новое мышление для нашей страны и для всего мира»). Бём направил Модрову рапорт, в котором отстаивал ведомственную принадлежность «Лугштайна», ссылаясь на вложения МГБ (включая присмотр за детьми и проведение кабельного телевидения). Однако объект был передан на баланс профсоюзов.
К концу 1989 года стало очевидно: происходит падение режима СЕПГ. Штази начала уничтожение документов. 5 декабря 1989 года многотысячная демонстрация подступила к дрезденской штаб-квартире окружного управления МГБ на Бауцнерштрассе. В лидеры выдвинулись христианские демократы из «Группы 20» — Герберт Вагнер (в скором будущем обер-бургомистр Дрездена) и Арнольд Ваац (в недавнем прошлом диссидент-правозащитник). Демонстранты вошли в здание Штази.
В критический момент Бём не имел никаких указаний ни по линии МГБ, ни по линии СЕПГ. Он встретил Вагнера в своём кабинете, не зная, что предпринять. Его вид разительно отличался от сложившегося генеральского имиджа силы и власти. Измождённый и деморализованный Бём не оказал никакого сопротивления. По первому требованию Вагнера он сдал табельное оружие. В тот же день генерал Бём был снят с должности и помещён под домашний арест.

## Самоубийство
С 13 ноября 1989 года правительство ГДР возглавлял Ханс Модров. Теперь он вёл совершенно иную политику — представители демократической оппозиции получили министерские посты, прекратились политические репрессии, начинался процесс воссоединения Германии. 4 февраля 1990 года СЕПГ была преобразована в Партию демократического социализма. 13 февраля 1990 года расформировано МГБ ГДР. Для Хорста Бёма всё это означало обрушение мира. 21 февраля 1990 года он покончил с собой.
В Дрездене сохранилась определённая память о Бёме — бывшая штаб-квартира МГБ на Бауцнерштрассе превращена в мемориальный музей. Среди экспозиций — кабинет генерала Бёма. Предполагается, что дрезденские события 1989 года, в том числе судьба Хорста Бёма, произвели сильное впечатление на президента РФ Владимира Путина, оказали заметное влияние на его политику, отчасти определили жёсткость его режима.